# Marengo (cuirassé)
Pour les autres navires du même nom, voir Marengo (navire).
Le Marengo était une frégate cuirassée française de la classe Océan, construite à partir de 1865 par les arsenaux de Toulon afin d'améliorer la classe Provence. Encore en phase d'essais lors de l'éclatement de la guerre contre la Prusse en 1870, le navire fut assigné à réserve et remplit diverses missions jusqu'en 1896, date à laquelle il fut ferraillé. Son nom fait référence à la bataille de Marengo, où l'armée d'Italie du général Bonaparte écrasa les Autrichiens au Piémont, le 14 juin 1800.

## Historique
Deuxième exemplaire de la classe Océan, conçue par l'ingénieur naval Henri Dupuy de Lôme afin d'améliorer le concept de la classe Provence, le Marengo fut mis en chantier par l'Arsenal de Toulon en 1865. Sa quille fut posée en juillet 1865, et le bateau fut lancé officiellement le 15 octobre 1868.
Passant ensuite en phase d'essais à la mer à partir du 1er juillet 1870, il n'est pas encore prêt lorsque la guerre contre la Prusse éclate, le 18 juillet suivant. Le bateau est alors placé en réserve et n'est admis au service que le 1er mai 1872, au sein de l'escadre de Méditerranée, jusqu'en 1876 où la frégate est de nouveau mise en réserve.
Le 2 octobre 1880, le Marengo fut de nouveau affecté dans l'escadre de la Méditerranée, avant d'être assigné à la Division navale du Levant le 13 février 1881. Lors de l'occupation de la Tunisie, le Marengo participa au bombardement du port de Sfax, puis resta en service jusqu'en 1886, où on le plaça en réserve.
En 1888, le Marengo devint le vaisseau amiral de la flotte du Nord et la mena lors d'un voyage en 1891 qui la fit visiter la baie d'Osborne (en), au Royaume-Uni, ainsi que Kronstadt, en Allemagne. Trop âgé, le bateau est une dernière fois mis en réserve en 1892, et ferraillé en 1896.

## Conception
L'ingénieur naval Henry Dupuy de Lôme, concepteur de la classe Provence et des cuirassés Gloire et Napoléon, voulut améliorer le concept de ladite classe avec les nouveaux cuirassés Océan. Pour ce faire, il réorganisa l'armement du navire en concentrant en son centre la batterie principale, couverte par des barbettes. De plus, la classe Océan fut dotée de trois cloisons étanches en fer, et d'un éperon de métal.

### Armement
Les cuirassés de classe Océan possédaient quatre barbettes sur leur pont supérieur, accueillant leur armement principal — quatre canons de 274 millimètres — ainsi que quatre autres canons de 240 millimètres et sept canons de 138 millimètres.
Lors de sa modernisation en 1885, deux canons supplémentaires de 274 millimètres furent ajoutés, et tous les anciens canons de 138 mm furent remplacés par des fûts de 120 mm.

## Personnalités ayant servi à bord
- Émile Guépratte